# Arcadia Lakes
Pour les articles homonymes, voir Arcadia.
Arcadia Lakes est une ville de l'État américain de Caroline du Sud, située dans le comté de Richland. Selon le recensement de 2010, sa population est de 861 habitants.

## Démographie
| 1960 | 1970 | 1980 | 1990 | 2000 | 2010 |
| ---- | ---- | ---- | ---- | ---- | ---- |
| 316  | 741  | 611  | 899  | 882  | 861  |